# Atarba (Atarba) picticornis
Atarba (Atarba) picticornis is een tweevleugelige uit de familie steltmuggen (Limoniidae). De soort komt voor in het Nearctisch gebied.